# Andréas Pérez-Ursulet
Andréas Pérez-Ursulet, né le 12 février 2002, est un chanteur d'opéra franco-cubain, originaire de la Martinique. Il s'est fait connaître en remportant l'émission de télévision Prodiges de France 2 le 29 décembre 2018.

## Biographie
A l'âge de seize ans, Andréas Pérez-Ursulet présente une capacité de chant appelée double tessiture vocale : une tessiture vocale baryton et une autre contreténor. Ainsi, il est capable d’interpréter des airs d’opéra tant avec une voix très aiguë (registre de « voix de tête » appelé contreténor) aussi bien qu’une voix grave (registre de « voix de poitrine » appelé baryton).
Sa voix de baryton est mise en évidence lors de la demi-finale et la grande finale de la saison 5 de Prodiges. Andréa y interprète The Cold Song, un extrait de l’air What Power Art Thou (acte 3) du semi-opéra baroque King Arthur de Henry Purcell.
La voix de contreténor, en revanche, est mise en valeur en finale grâce à l'interprétation de l'Adagio pour orchestre à cordes et orgue en sol mineur, plus connu sous le nom d’Adagio d’Albinoni.
Il remporte l'édition 2018 de Prodiges le 29 décembre 2018.

## Discographie
Voici la liste des morceaux du premier album d'Andreas sorti en 2019, gracieuseté de Warner Classics.
1. Vivaldi: Gloria, RV 589: X. "Qui Sedes"; 2:19
2. Purcell: King Arthur, Z. 628, Act 3: "The Cold Song" (également connu sous le nom "Cold Genius" ou "What Power Art Thou"); 3:00
3. Albinoni / Arr. Bouchard: Adagio in G Minor; 3:36
4. Gluck: Orfeo ed Euridice, Wq. 30, Act 3: "Che farò senza Euridice" (Orfeo); 3:36
5. Hahn: À Chloris; 3:19
6. Purcell: Dido and Aeneas, Z. 626, Act 3: "When I am laid in earth" (Dido); 3:24
7. Durante: "Vergin, tutto amor"; 2:25
8. Pärt: "Es sang vor langen Jahren"; 5:35
9. Anon: "Give me Jesus"; 2:39
10. Franck: Mass, Op. 12, FWV 61: V. "Panis Angelicus"; 3:48
11. Handel: Semele, HWV 58, Act 2: "Where'er you walk" (Semele); 3:58
12. Bach, JS: Mass in B Minor, BWV 232: "Qui sedes ad dexteram Patris"X.; 4:48
13. Purcell: King Arthur, Z. 628, Act 3: "The Cold Song" (également connu sous le nom "Cold Genius" ou "What Power Art Thou") [Version for Counter-Tenor & Organ] (2); 3:10
14. Schubert: Ellens Gesang III, Op. 52 No. 6, D. 839, "Ave Maria"; 2:49

Artistes présents : Frédéric Rivoal, Roberto Forés Veses, Orchestre national d’Auvergne.